# 红花无柱兰
红花无柱兰（学名：Amitostigma tominagae）为兰科无柱兰属下的一个种。

## 扩展阅读
維基物種上的相關：红花无柱兰